# سوندای غربی
سوندای غربی (اندونزیایی: Nusa Tenggara Barat) یکی از استان‌های جنوب مرکزی اندونزی است.

## جغرافیا
این استان بخش‌های غربی جزایر سوندای کوچک (به‌جز بالی) را شامل می‌شود.
جزیرهٔ لومبوک در غرب و جزیرهٔ سومباوای بزرگ در شرق، برگ‌ترین جزیره‌های سوندای غربی هستند. ماتارام که در جزیرهٔ لومبوک واقع شده، پایتخت و بزرگ‌ترین شهر این استان است.

## تقسیمات
سوندای غربی از لحاظ تقسیمات اداری به ۸ منطقه (کابوپاتن) و ۲ شهرداری (کوتامادیا) تقسیم شده‌است:

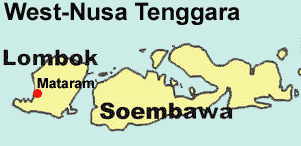

در لومبوک:
- لومبوک شرقی (Lombok Timur).
- لومبوک شمالی (Lombok Utara).
- لومبوک غربی (Lombok Barat).
- لومبوک مرکزی (Lombok Tengah).
- ماتارام (شهرداری).

در سومباوا:
- بیما.
- دومپو.
- سومباوا.
- سومباوای غربی (Sumbawa Barat).
- بیما (شهرداری).